# Адрианссен, Эммануэль
Эммануэль Адрианссен (нидерл. Emmanuel Adriaenssen; родился около 1554, Антверпен, Нидерланды — похоронен 27 февраля 1604, там же) — фламандский лютнист и композитор, автор Pratum Musicum, сборника произведений для лютни, увидевшего свет в 1584 году, и с изменениями издававшегося в Антверпене до 1600 года.

## Биография
В 1574 году Адрианссен учился в Риме. Вместе со своим братом Гисбрехтом он открыл школу лютни в Антверпене. Его сыновья Винсент и Александр Адрианссены — художники, представители фламандского барокко, их работы представлены в художественных музеях Нидерландов.
Сборник Pratum Musicum включает в себя произведения для лютни соло, а также набор мадригалов для нескольких лютней и для различных ансамблей с участием лютни, около 85 табулатур фантазий, песен и деревенских танцев. Большая часть вокальных пьес на итальянском языке. Этот сборник представляет собой богатый материал для изучения исполнительской техники эпохи Возрождения. Адрианссен был вхож в высшие круги общества, где он  имел возможность демонстрировать свое мастерство игры  на лютне. Вероятно, интерес богатых людей к Эммануэлю Адрианссену объясняется его виртуозной игрой на инструменте.
Музыку Адрианссена исполняли и записывали ансамбли Dowland Consort of Lutes и Liuto Concertato.